# Uniwiersitietskaja
Uniwiersitietskaja (ros. Университетская) – przystanek kolejowy w miejscowości Peterhof, w Petersburgu, w Rosji. Położony jest na linii z Dworca Bałtyckiego do Wiejmarna.
Nazwa pochodzi od położonego w pobliżu kampusu Petersburskiego Uniwersytetu Państwowego.